# OWL
A OWL (Ontology Web  Language) é uma linguagem para definir e instanciar ontologias na World Wide Web. Uma ontologia OWL pode incluir descrições de classes e suas respectivas propriedades e seus relacionamentos. OWL foi projetada para o uso por aplicações que precisam processar o conteúdo da informação ao invés de apenas apresentá-la aos humanos. Ela facilita mais a possibilidade de interpretação por máquinas do conteúdo da Web do que XML, RDF e RDFS (RDF Schema), por fornecer vocabulário adicional com uma semântica formal. A OWL foi baseada nas linguagens OIL e DAML+OIL, e é hoje uma recomendação da W3C (isto é, um padrão).
OWL é vista como uma tecnologia importante para a futura implementação da Web semântica. Ela vem ocupando um papel importante em um número cada vez maior de aplicações, e vem sendo foco de pesquisa para ferramentas, técnicas de inferências, fundamentos formais e extensões de linguagem.
OWL foi projetada para disponibilizar uma forma comum para o processamento de conteúdo semântico da informação na Web. Ela foi desenvolvida para aumentar a facilidade de expressar semântica (significado) disponível em XML, RDF e RDFS. Consequentemente, pode ser considerada uma evolução destas linguagens em termos de sua habilidade de representar conteúdo semântico da Web interpretável por máquinas. Já que a OWL é baseada em XML, a informação pode ser facilmente trocada entre diferentes tipos de computadores usando diferentes sistemas operacionais e linguagens de programação. Por ter sido projetada para ser lida por aplicações computacionais, algumas vezes considera-se que a linguagem não possa ser facilmente lida por humanos, porém esta é uma questão de ferramentas. OWL vem sendo usada para criar padrões que forneçam um framework para gerenciamento de ativos, integração empresarial e compartilhamento de dados na Web.
Uma versão estendida da OWL (algumas vezes chamada OWL 1.1, mas sem ser oficial) foi proposta, incluindo maior expressividade, um modelo de dados mais simples e serialização, assim como uma coleção de sub-linguagens, cada uma com conhecidas propriedades computacionais.

## História
Um grande número de esforços de pesquisa durante o final da década de 1990 exploraram como a ideia de representação de conhecimento da inteligência artificial poderia ser utilizada na Web. Estes esforços incluíram linguagens baseadas em HTML (chamada SHOE), XML (chamada XOL e, mais tarde, OIL), e várias linguagens baseadas em frames e abordagens de aquisição de conhecimento.
OWL DL é baseada em parte nas lógicas de descrição >SHOIN(D) e também em alguns sistemas de representação de conhecimento baseados em frames. Seu subconjunto OWL Lite é baseado na lógica menos expressiva >SHIF(D). Todas as tarefas de inferências em OWL DL e OWL Lite podem ser reduzidas a satisfabilidade baseada em conhecimento. Já OWL Full opera fora dos limites das lógicas de descrição, permitindo maior poder e expressividade e tendo menos restrições de uso, porém com custo de decidibilidade. (A semântica da OWL Full é baseada na semântica da RDF.) A OWL é codificada em documentos XML/RDF.
A linguagem OWL é uma revisão baseada em pesquisa da linguagem DAML+OIL. DAML+OIL foi desenvolvida por um grupo chamado "US/UK ad hoc Joint Working Group on Agent Markup Languages", fundado em conjunto pela US Defense Advanced Research Projects Agency (DARPA) dentro do DAML program e o projeto IST da União Europeia.
A W3C criou o "Web Ontology Working Group", que começou a trabalhar em 1 de novembro de 2001, presidido por James Hendler e Guus Shreiber. O primeiro rascunho da sintaxe abstrata, da referência e da sinopse foram publicado em julho de 2002. Os documentos da OWL tornaram-se uma recomendação formal da W3C em 10 de fevereiro de 2004, e o grupo de trabalho foi dispensado em 31 de maio de 2004.
Dentro do grupo de trabalho, o esforço para identificar os objetivos de projeto e os requisitos foi liderado por Jeff Heflin. Alguns requisitos foram contribuição de Deborah McGuinness baseada em mais de uma década de trabalho na construção de sistemas baseados em ontologias. Outros requisitos foram identificados como parte do trabalho do Ph.D. de Heflin na construção de um protótipo de um sistema da Web semântica. Os outros membros do grupo de trabalho contribuiram com mais de 25 casos de uso, que foram depois resumidos na definição de um conjunto de casos de uso.

## Sub-linguagens
OWL atualmente tem três sub-linguagens (algumas vezes também chamadas de "espécies"): OWL Lite, OWL DL e OWL Full. Estas três sublinguagens vão aumentando em expressividade, e foram projetadas para uso por comunidades específicas de programadores e usuários.
- OWL Lite suporta aqueles usuários que necessitam principalmente de uma classificação hierárquica e restrições simples. Por exemplo, embora suporte restrições de cardinalidade, ela só permite valores de cardinalidade 0 ou 1. É mais simples fornecer ferramentas que suportem OWL Lite que seus parentes mais expressivos, e ela também permite um caminho de migração mais rápido de tesauros e outras taxonomias. OWL Lite também tem uma menor complexidade formal que OWL DL.
- OWL DL suporta aqueles usuários que querem a máxima expressividade, enquanto mantém a Computáveis (garante-se que todas as conclusões sejam computáveis) e Conclusivas (todas as computações terminarão em tempo finito). OWL DL inclui todas as construções da linguagem OWL, porém elas somente podem ser usadas com algumas restrições (por exemplo, embora uma classe possa ser subclasse de muitas classes, uma classe não pode ser instância de outra classe). OWL DL é assim chamada devido a sua correspondência com as lógicas de descrição, um campo de pesquisa que estudou a lógica que forma a base formal da OWL.
- OWL Full é direcionada àqueles usuários que querem a máxima expressividade e a liberdade sintática do RDF sem nenhuma garantia computacional. Por exemplo, em OWL Full uma classe pode ser tratada simultaneamente como uma coleção de indivíduos e como um indivíduo em si mesmo. OWL Full permite que uma ontologia aumente o vocabulário pré-definido de RDF ou OWL. É improvável que algum software de inferência venha a ser capaz de suportar completamente cada recurso da OWL Full.

Cada uma destas sub-linguagens é uma extensão de sua predecessora, tanto em relação ao que pode ser expressado, como em relação ao que pode ser concluído. O seguinte conjunto de relações é verdadeiro, já seu inverso não é:
- Toda ontologia OWL Lite válida é uma ontologia OWL DL válida.
- Toda ontologia OWL DL válida é uma ontologia OWL Full válida.
- Toda conclusão OWL Lite válida é uma conclusão OWL DL válida.
- Toda conclusão OWL DL válida é uma conclusão OWL Full válida.

## O acrônimo
Alguns podem reivindicar que o acrônimo correto para Web Ontology Language seria WOL ao invés de OWL. OWL foi proposto como um acrônimo facilmente pronunciável que resultaria em bons logotipos, sugeriria sabedoria, e honraria o projeto de representação do conhecimento One World Language de William A. Martin na década de 1970.